# سیارک ۵۷۹۴
سیارک ۵۷۹۴ (به انگلیسی: 5794 Irmina، نامگذاری:1976SW3) پنج هزار و هفتصد و نود و چهارمین سیارک کشف شده‌است که در ۲۴ سپتامبر ۱۹۷۶ کشف شد.
قدر مطلق سیارک برابر ۱۲٫۴۰ است.